# Protiaropsis ausgeoana
Protiaropsis ausgeoana is een hydroïdpoliep uit de familie Bythotiaridae. De poliep komt uit het geslacht Protiaropsis. Protiaropsis ausgeoana werd in 2003 voor het eerst wetenschappelijk beschreven door Gershwin & Zeidler. 